# Wereldkampioenschappen atletiek 2019/400 m horden mannen
De 400 meter horden voor mannen op de wereldkampioenschappen atletiek 2019 werd gehouden op 27 (heats), 28 (halve finales) en 30 (finale) september. De titelverdediger was de Noorse hordespecialist Karsten Warholm. Hij wist zijn titel met succes te verdedigen.

## Records
Tijdens dit wereldkampioenschap zijn de volgende nationale records gevestigd.
| Naam                  | Land       | Tijd  |
| --------------------- | ---------- | ----- |
| Andrea Ercolani Volta | San Marino | 52,60 |
| Abdelmalik Lahoulou   | Algerije   | 48,39 |

## Uitslagen

### Legenda
- Q: Gekwalificeerd voor volgende ronde op basis van finishresultaat.
- q: Gekwalificeerd voor volgende ronde op basis van eindtijd.
- NR: Nationaal record
- SR: Beste seizoenstijd voor atleet
- PR: Persoonlijk record
- CR: Kampioenschapsrecord
- WR: Wereldrecord

### Heats[1]

#### Kwalificatie
- De vier snelste atleten van elke heat gaan door naar de halve finales.
- De vier snelste atleten die zich nog niet hebben geplaatst voor de halve finales gaan ook door.

#### Heat 1
| Rang | Naam                   | Land | Tijd  | Opmerking |
| ---- | ---------------------- | ---- | ----- | --------- |
| 1    | Karsten Warholm        | NOR  | 49,27 | Q         |
| 2    | Thomas Barr            | IRL  | 49,41 | Q         |
| 3    | Jabir Madari Pillyalil | IND  | 49,62 | Q         |
| 4    | Kemar Mowatt           | JAM  | 49,63 | Q         |
| 5    | Amere Lattin           | USA  | 49,72 | q         |
| 6    | Fernando Vega          | ITA  | 49,95 | q         |
| 7    | Mahdi Pirjahan         | IRI  | 50,46 |           |
| 8    | Artur Terezan          | BRA  | 51,52 | SR        |

#### Heat 2
| Rang | Naam                | Land | Tijd  | Opmerking |
| ---- | ------------------- | ---- | ----- | --------- |
| 1    | Rasmus Mägi         | EST  | 49,34 | Q,SR      |
| 2    | Ludvy Vaillant      | FRA  | 49,49 | Q         |
| 3    | Abdelmalik Lahoulou | ALG  | 49,54 | Q         |
| 4    | Chris McAlister     | GBR  | 49,73 | Q         |
| 5    | Yasmani Copello     | TUR  | 49,75 | q         |
| 6    | Dharun Ayyasamy     | IND  | 50,55 |           |
| 7    | Constantin Preis    | GER  | 50,93 |           |
| 8    | Malique Smith       | ISV  | 59,45 |           |

#### Heat 3
| Rang | Naam                  | Land | Tijd  | Opmerking |
| ---- | --------------------- | ---- | ----- | --------- |
| 1    | Kyron McMaster        | IVB  | 49,60 | Q         |
| 2    | Alison Dos Santos     | BRA  | 49,66 | Q         |
| 3    | Chieh Chen            | TPE  | 49,95 | Q         |
| 4    | Luke Campbell         | GER  | 50,20 | Q         |
| 5    | Creve Armando Machava | MOZ  | 50,76 |           |
| 6    | Lindsay Hanekom       | RSA  | 51,71 |           |
| 7    | Ned Justeen Azemia    | SEY  | 52,58 |           |
|      | Bienvenu Sawadogo     | BUR  | DSQ   | DSQ       |

#### Heat 4
| Rang | Naam                  | Land | Tijd  | Opmerking |
| ---- | --------------------- | ---- | ----- | --------- |
| 1    | Abderrahman Samba     | QAT  | 49,08 | Q         |
| 2    | Takatoshi Abe         | JPN  | 49,25 | Q         |
| 3    | TJ Holmes             | USA  | 49,50 | Q         |
| 4    | Rilwan Alowonle       | NGR  | 50,04 | Q         |
| 5    | Nick Smidt            | NED  | 50,54 |           |
| 6    | Kariem Hussein        | SUI  | 50,62 |           |
| 7    | Wilfried Happio       | FRA  | 51,25 |           |
| 8    | Andrea Ercolani Volta | SMR  | 52,60 | NR        |

#### Heat 5
| Rang | Naam             | Land | Tijd  | Opmerking |
| ---- | ---------------- | ---- | ----- | --------- |
| 1    | Rai Benjamin     | USA  | 49,62 | Q         |
| 2    | Mohamed Touati   | TUN  | 49,76 | Q         |
| 3    | Patryk Dobek     | POL  | 49,89 | Q         |
| 4    | Vit Müller       | CZE  | 50,15 | Q         |
| 5    | Masaki Toyoda    | JPN  | 50,34 | q         |
| 6    | Sergio Fernández | ESP  | 50,71 |           |
| 7    | Marcio Teles     | BRA  | 51,02 |           |

### Halve finales[3]

#### Kwalificatie
- De eerste twee atleten uit elke halve finale gaan door naar de finale.
- De twee snelste atleten die zich nog niet hebben gekwalificeerd voor de finale gaan ook door.

#### Halve finale 1
| Rang | Naam              | Land | Tijd  | Opmerking |
| ---- | ----------------- | ---- | ----- | --------- |
| 1    | Alison dos Santos | BRA  | 48,35 | Q,PR      |
| 2    | Yasmani Copello   | TUR  | 48,39 | Q,SR      |
| 3    | Kyron McMaster    | IVB  | 48,40 | q         |
| 4    | Rasmus Mägi       | EST  | 48,93 | SR        |
| 5    | Mohamed Touati    | TUN  | 49,14 | PR        |
| 6    | Amere Lattin      | USA  | 49,20 |           |
| 7    | Kemar Mowatt      | JAM  | 49,32 |           |
| 8    | Chieh Chen        | TPE  | 50,00 |           |

#### Halve finale 2
| Rang | Naam                   | Land | Tijd  | Opmerking |
| ---- | ---------------------- | ---- | ----- | --------- |
| 1    | Rai Benjamin           | USA  | 48,52 | Q         |
| 2    | Abderrahman Samba      | QAT  | 48,72 | Q         |
| 3    | Takatoshi Abe          | JPN  | 48,97 |           |
| 4    | Thomas Barr            | IRL  | 49,02 | SR        |
| 5    | Jabir Madari Pillyalil | IND  | 49,71 |           |
| 6    | Fernando Vega          | MEX  | 49,96 |           |
| 7    | Vit Müller             | CZE  | 49,97 |           |
| 8    | Rilwan Alowonle        | NGR  | 52,01 |           |

#### Halve finale 3
| Rang | Naam                | Land | Tijd  | Opmerking |
| ---- | ------------------- | ---- | ----- | --------- |
| 1    | Karsten Warholm     | NOR  | 48,28 | Q         |
| 2    | Abdelmalik Lahoulou | ALG  | 48,39 | Q,NR      |
| 3    | TJ Holmes           | USA  | 48,67 | q         |
| 4    | Ludvy Vaillant      | FRA  | 49,10 |           |
| 5    | Chris McAlister     | GBR  | 49,18 | PR        |
| 6    | Luke Campbell       | GER  | 50,00 |           |
| 7    | Patryk Dobek        | POL  | 50,18 |           |
| 8    | Masaki Toyoda       | JPN  | 50,30 |           |

### Finale[4]
| Rang | Naam                | Land | Tijd  | Opmerking |
| ---- | ------------------- | ---- | ----- | --------- |
| 1    | Karsten Warholm     | NOR  | 47,42 |           |
| 2    | Rai Benjamin        | USA  | 47,66 |           |
| 3    | Abderrahman Samba   | QAT  | 48,03 |           |
| 4    | Kyron McMaster      | IVB  | 48,10 | SR        |
| 5    | TJ Holmes           | USA  | 48,20 | PR        |
| 6    | Yasmani Copello     | TUR  | 48,25 | SR        |
| 7    | Alison Dos Santos   | BRA  | 48,28 | PR        |
| 8    | Abdelmalik Lahoulou | ALG  | 49,46 |           |